# École de Pyynikki
L'école de Pyynikki (finnois : Pyynikin koulu) est une école primaire située dans le quartier de Kaakinmaa à Tampere en Finlande.

## Architecture
L'école est située en face du théâtre des travailleurs de Tampere.
Avec l'école d'Alexandre elle est une composante de l'école Wivi Lönn. 
Le bâtiment de style Art Nouveau est conçu par Wivi Lönn et sa construction s'est achevée en 1902.
Wivi Lönn a placé l'entrée des élèves dans la cour inférieure et a rejeté le système de couloirs habituellement utilisé a l'époque pour organiser les écoles en Finlande. 
Les salles de classe sont regroupées autour des halls. 
La conception architecturale évoque une école des monastères médiévaux.

## Noms de l'école
Le nom de l'école a changé plusieurs fois. 
L’école a débuté en tant qu’école finnoise de filles à Tampere de 1883 à 1916, puis en tant qu’école secondaire de filles à Tampere et enfin en tant que lycée de filles à Tampere jusqu’en 1973.
En 1976-1988, le nom de l'école change pour devenir l'école Hämeenpuisto et de 1989 à 1991, le lycée de Tampere s'y installe pendant la rénovation de ses propres locaux.

## Enseignements
L'école de Pyynikki propose quatre langues : suédois, anglais, français et chinois. 
Les élèves de la filière francophone étudient également la chimie, la physique, les mathématiques et l'informatique en français. L'école a également des classes de musique.
L’école Pyynikki coopère avec l’école internationale de Tampere.